# Dmitri Kiritchenko (football)
Ne doit pas être confondu avec le joueur russe de volley-ball Dmitri Kiritchenko.
Dmitri Sergueïevitch Kiritchenko (en russe : Дми́трий Серге́евич Кириче́нко) est un footballeur russe né le 17 janvier 1977 à Novoaleksandrovsk. Il a joué pour l'Équipe de Russie avec laquelle il a marqué 26 buts en 76 matchs entre 2001 et 2006. Il est nommé meilleur buteur du Championnat russe en 2002 et 2005.
Il entame par la suite une carrière d'entraîneur et devient notamment assistant au FK Rostov entre 2014 et 2017, période qui le voit assurer par deux fois l'intérim au club. Rejoignant ensuite le FK Oufa dans le même cadre à l'été 2018, il y devient rapidement entraîneur principal intérimaire dès le mois de novembre avant d'être nommé à plein temps un mois plus tard. Son passage est cependant très bref, avec un renvoi dès la fin du mois de mars 2019.

## Biographie

### Carrière de joueur

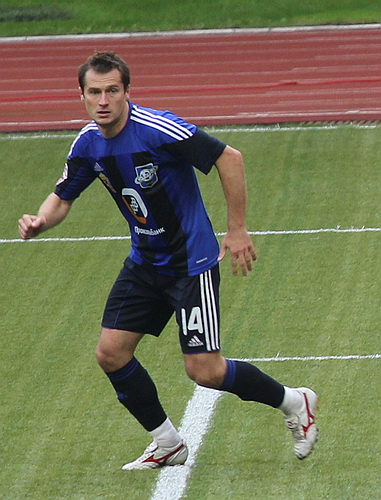
Dmitri Kiritchenko sous les couleurs du Saturn Ramenskoïe en 2010.

Il commence sa carrière professionnelle avec le modeste Torpedo Taganrog qui joue en troisième division russe avec lequel il inscrit 55 buts en 70 matchs. Remarqué, il signe un contrat avec le FK Rostov en 1998 qui évolue dans la première division. Il s'impose vite dans le groupe et parvient à faire 73 réalisations en 108 matchs. Sa carrière atteint son paroxysme en 2000 lorsqu'il rejoint le CSKA Moscou, club majeur du championnat avec lequel il termine à la seconde place du Championnat en 2002 et il est élu avec son coéquipier Rolan Gusev, meilleur buteur avec 15 réalisations chacun. Il est champion de Russie en 2003 puis en 2005, année où il est réélu meilleur buteur avec 14 buts. Il remporte aussi la Coupe UEFA cette année-là.
De plus en plus cantonné à un rôle remplaçant, il rejoint le FK Moscou en 2006, puis le Saturn Ramenskoïe au mois d'août 2007.

### Carrière internationale
Il se fait remarquer au Championnat d'Europe de 2004 lors du match contre la Grèce le dimanche 20 juin, en inscrivant un but après 67 secondes de jeu à la suite d'un mauvais dégagement grec, soit le but le plus rapide de l'histoire de la compétition,.
- 32 sélections et 12 buts avec l'équipe de Russie

### Carrière d'entraîneur
Kiritchenko est nommé entraîneur adjoint au sein de l'encadrement du FK Rostov en septembre 2014. Il devient entraîneur principal par intérim une première fois durant le mois d'août 2016 à la suite de la démission de Kurban Berdyev. Il dirige alors la confrontation de Ligue des champions face à l'Ajax Amsterdam, qu'il remporte pour permettre au club d'accéder à la phase de groupes de la compétition. Il redevient brièvement entraîneur intérimaire au mois de décembre 2017 à la suite du renvoi de Leonid Kuchuk. Il quitte le club à l'issue de ce deuxième intérim.
Intégrant l'encadrement technique de Sergueï Tomarov au FK Oufa en juin 2018, Kiritchenko doit de nouveau reprendre le rôle d'entraîneur par intérim dès le mois de novembre suivant à la suite du renvoi de l'entraîneur après un mauvais début de championnat. Il est finalement confirmé comme entraîneur principal un mois plus tard. Son passage est cependant bref, avec un renvoi dès la fin du mois de mars 2019 après seulement sept matchs joués, dont un seul remporté par le club qui stagne alors à l'avant-dernière place du championnat

## Statistiques

### Statistiques de joueur
| Saison                | Club                      | Championnat           | Championnat | Championnat | Coupe(s) nationale(s) | Coupe(s) nationale(s) | Compétition(s) continentale(s) | Compétition(s) continentale(s) | Compétition(s) continentale(s) | Total | Total |
| Saison                | Club                      | Division              | M.          | B.          | M.                    | B.                    | Comp.                          | M.                             | B.                             | M.    | B.    |
| 1994                  | Lokomotiv Mineralnye Vody | D3                    | 23          | 0           | -                     | -                     | -                              | -                              | -                              | 23    | 0     |
| Sous-total            | Sous-total                | Sous-total            | 23          | 0           | -                     | -                     | -                              | -                              | -                              | 23    | 0     |
| 1996                  | Torpedo Taganrog          | D3                    | 37          | 7           | 3                     | 0                     | -                              | -                              | -                              | 40    | 7     |
| 1997                  | Torpedo Taganrog          | D3                    | 37          | 32          | 1                     | 0                     | -                              | -                              | -                              | 38    | 32    |
| Sous-total            | Sous-total                | Sous-total            | 74          | 39          | 4                     | 0                     | -                              | -                              | -                              | 78    | 39    |
| 1998                  | Rostselmach Rostov        | D1                    | 23          | 5           | 2                     | 1                     | -                              | -                              | -                              | 25    | 6     |
| 1999                  | Rostselmach Rostov        | D1                    | 28          | 6           | 2                     | 0                     | CI                             | 6                              | 0                              | 36    | 6     |
| 2000                  | Rostselmach Rostov        | D1                    | 29          | 14          | 1                     | 0                     | CI                             | 2                              | 1                              | 32    | 15    |
| 2001                  | Rostselmach Rostov        | D1                    | 28          | 13          | 1                     | 1                     | -                              | -                              | -                              | 29    | 14    |
| Sous-total            | Sous-total                | Sous-total            | 108         | 38          | 6                     | 2                     | -                              | 8                              | 1                              | 122   | 41    |
| 2002                  | CSKA Moscou               | D1                    | 26          | 15          | 2                     | 0                     | C3                             | 1                              | 1                              | 29    | 16    |
| 2003                  | CSKA Moscou               | D1                    | 22          | 5           | 4                     | 1                     | C1                             | 2                              | 1                              | 28    | 7     |
| 2004                  | CSKA Moscou               | D1                    | 26          | 9           | 5                     | 2                     | C1                             | 3                              | 0                              | 34    | 11    |
| Sous-total            | Sous-total                | Sous-total            | 74          | 29          | 11                    | 3                     | -                              | 6                              | 2                              | 91    | 34    |
| 2005                  | FK Moscou                 | D1                    | 26          | 14          | -                     | -                     | -                              | -                              | -                              | 26    | 14    |
| 2006                  | FK Moscou                 | D1                    | 29          | 12          | 3                     | 4                     | CI                             | 4                              | 0                              | 36    | 16    |
| 2007                  | FK Moscou                 | D1                    | -           | -           | 1                     | 0                     | -                              | -                              | -                              | 1     | 0     |
| Sous-total            | Sous-total                | Sous-total            | 55          | 26          | 4                     | 4                     | -                              | 4                              | 0                              | 63    | 30    |
| 2007                  | Saturn Ramenskoïe         | D1                    | 27          | 9           | 2                     | 1                     | -                              | -                              | -                              | 29    | 10    |
| 2008                  | Saturn Ramenskoïe         | D1                    | 17          | 1           | 1                     | 0                     | CI                             | 3                              | 5                              | 21    | 6     |
| 2009                  | Saturn Ramenskoïe         | D1                    | 27          | 8           | -                     | -                     | -                              | -                              | -                              | 27    | 8     |
| 2010                  | Saturn Ramenskoïe         | D1                    | 28          | 8           | -                     | -                     | -                              | -                              | -                              | 28    | 8     |
| Sous-total            | Sous-total                | Sous-total            | 99          | 26          | 3                     | 1                     | -                              | 3                              | 5                              | 105   | 32    |
| 2011-2012             | FK Rostov                 | D1                    | 21          | 6           | 4                     | 0                     | -                              | -                              | -                              | 25    | 6     |
| 2012-2013             | FK Rostov                 | D1                    | 23          | 5           | 4                     | 1                     | -                              | -                              | -                              | 27    | 6     |
| Sous-total            | Sous-total                | Sous-total            | 44          | 11          | 8                     | 1                     | -                              | -                              | -                              | 52    | 12    |
| 2013-2014             | Mordovia Saransk          | D2                    | 12          | 1           | 2                     | 0                     | -                              | -                              | -                              | 14    | 1     |
| Total sur la carrière | Total sur la carrière     | Total sur la carrière | 489         | 170         | 38                    | 11                    | -                              | 21                             | 8                              | 548   | 189   |

### Statistiques d'entraîneur
| FK Rostov (intérim) | 6 août 2016     | 9 septembre 2016 | 4  | 2 | 2 | 0 | 50,0  |
| FK Rostov (intérim) | 6 décembre 2017 | 19 décembre 2017 | 1  | 1 | 0 | 0 | 100,0 |
| FK Oufa             | 7 novembre 2018 | 27 mars 2019     | 7  | 1 | 2 | 4 | 14,3  |
| Total               | Total           | Total            | 12 | 4 | 4 | 4 | 33,3  |